# امارت ام‌القیوین
اُم‌القیْویْن (به عربی: أُمُّالقَیْوَیْن)(به انگلیسی: Umm Al Quwain) یکی از شهرها و شیخ‌نشین‌های هفت‌گانهٔ امارات متحدهٔ عربی است.
حاکم امارت اُم‌القیوین، شیخ سعود بن راشد بن أحمد المعلا و یکی از اعضای هفت‌گانهٔ مجلس ملی اتحاد هستند.

## جغرافیا
ام‌القیوین در ساحل خلیج فارس واقع می‌باشد به‌طول ۲۴ کیلومتر، از غرب امارت عجمان و از سمت شرق به امارت رأس الخیمه محدود می‌گردد. اما پهنای خاک ام‌القیوین در داخل صحرا تا حدود ۳۲ کیلومتر است. مساحت کلی امارت ام‌القیوین ۷۷۷ کیلومتر مربع می‌باشد.
چند منطقهٔ آباد از توابع امارت ام‌القیوین هست که عبارت‌اند از: فلج المعلا در ۵۰ کیلومتری جنوب شرقی شهر ام‌القیوین واقع شده است، و جزیرهٔ السینیة در یک کیلومتری شمال‌شرقی ام‌القیوین قرار دارد، مساحت این جزیره ۹۰ کیلومتر مربع می‌باشد.

## تاریخچه
شیخ مجید المعلی، سردودمان خاندان امیران المعلی از قبیله العالی در سال ۱۷۷۲ شیخ‌نشین ام‌القیوین را بنیاد نهاد.

## جمعیت
طبق آمار سال ۲۰۰۰ میلادی جمعیت ام‌القیوین ۶۲ هزار نفر پیش‌بینی شده است. آب زیر زمینی ام‌القیوین شور است بنا براین آب آشامدنی در گذشته از شارجه تأمین می‌شده است، اما حالا مدت چند سال است که از فلج المعلا به وسیله لوله‌کشی آب به‌ام‌القیوین رسانده‌اند.

## مناطق توابع ام‌القیوین
- فلج المعلا.
- جزیره السینیه.
- الراشدیه
- الراعفة
- السلمة
- الدرر
- سویحات
- تل الأبرق
- الرملة
- اللبسة
- الفاصلة
- الراشدیة
- بیاتة
- العذیب
- خور البیضا
- السرة
- مهذب
- کابر
- جزیرة الأکعاب
- جزیرة الغلة